# Umberto Zadnich
Umberto Zadnich (Trieste, 1930) è un serial killer italiano.
Tra il 1974 e il 1987, l'uomo commise tre delitti: uccise la compagna e la figlia a Trieste, nonché un altro detenuto dello stesso manicomio in cui era ricoverato. Il suo caso portò a una causa legale riguardante alcuni contenuti della legge Basaglia, la quale mirava a chiudere gli ospedali psichiatrici e a rinnovare le strutture di igiene mentale in Italia.

## I primi anni di vita e gli omicidi
Nato nel 1930 in una famiglia di etnia croata a Trieste, ebbe un'infanzia piuttosto tranquilla e in adolescenza trovò lavoro in una fabbrica di munizioni. Tuttavia, nel giugno del 1944, in piena seconda guerra mondiale, Zadnich rimase ferito alla gamba destra a causa dell'esplosione di una bomba a mano e, per motivi di salute, ricevette una pensione di guerra. Trovò presto un altro lavoro, stavolta come custode, nella sua città natale; nel 1952 sposò Benita Maraspin, dalla quale ebbe una figlia, Berta.
Negli anni successivi la salute mentale di Zadnich cominciò a peggiorare rapidamente e lui iniziò persino ad abusare sessualmente della figlia. Fu arrestato per questo crimine nel 1966 e condannato a quattro anni di reclusione, ma ne scontò solo due prima di essere rilasciato. Tornò dalla moglie, troppo impaurita per divorziare. Nel corso dei successivi anni, Zadnich cominciò a maltrattarla e a tenerla segregata in casa. Nel 1973, durante un'ispezione dei carabinieri, si scoprì che Maraspin era gravemente malnutrita e che le era impossibile stabilire contatti con altre persone. A causa di tali circostanze, le autorità locali valutarono di imputare a Zadnich i reati di rapimento e aggressione, ma non fu mai realmente presentata alcuna accusa. A dicembre dello stesso anno andò a vivere con un'altra donna, Lidia Barzan, che poi uccise a Capodanno a colpi di martello. Il killer fu arrestato e poi estradato dopo una breve latitanza in Jugoslavia durata pochi giorni. Ritenuto non imputabile per infermità mentale, Zadnich venne trasferito in un ospedale psichiatrico a Castiglione delle Stiviere, dove fu sottoposto per cinque anni a trattamenti per malattie mentali.
Il 13 dicembre 1976, in circostanze mai del tutto chiarite, Zadnich recuperò un mattone che portò nella sua stanza, che condivideva con Gabriele Dobizzi, un trentunenne internato per l'omicidio del padre. Mentre Dobizzi dormiva, Zadnich afferrò il mattone e cominciò a colpirlo violentemente in testa con esso. Quando gli infermieri arrivarono e lo trasportarono all'ospedale di Brescia, Dobizzi spirò a causa delle ferite. Per questo delitto, Zadnich venne sottoposto a controlli più severi e il suo internamento venne prolungato di alcuni anni.

## Il rilascio e il nuovo arresto
Nel corso degli anni successivi, la salute mentale di Zadnich sembrò migliorare. Questo portò il suo psichiatra a presentare una raccomandazione affinché gli fosse permesso di lasciare l'ospedale sotto supervisione, ma di non essere considerato "guarito" finché non avesse avuto una valutazione psichiatrica completa. Il magistrato si oppose a tale decisione e, dopo aver consultato altri esperti, permise a Zadnich di essere rilasciato nel gennaio 1984, a condizione che tornasse occasionalmente alla clinica per prendere i farmaci prescritti, come il Diazepam. Tornò a vivere assieme alla moglie in un appartamento a Trieste e lì iniziò a condurre una vita apparentemente normale, comprando un'auto sportiva e spendendo molto tempo nel vicino casinò. All'insaputa di tutti, continuò a violentare la figlia Berta, ormai trentaseienne, che lavorava come commessa, aveva un figlio e viveva con il suo secondo marito (da cui prese il cognome) Dario Braz.
Il 15 marzo 1987, Berta si incontrò con i suoi genitori e quella stessa sera tutti e tre si ritrovarono in un bar. Quando tornarono a casa, Benita andò in bagno, nel frattempo Zadnich ricominciò a fare avances sessuali alla figlia. Berta si rifiutò, tanto che lui andò su tutte le furie e afferrò un coltello da cucina e un'accetta, minacciandola. Lei continuò a resistergli e Zadnich la spogliò con la forza finché non fu quasi completamente nuda, per poi procedere a pugnalarla ripetutamente. Il corpo di Berta fu accoltellato più di novanta volte e subì gravi mutilazioni a causa delle ferite inflitte. L'assassino, poco dopo, lasciò tranquillamente la stanza come se non fosse successo niente e scomparve nella notte, mentre Benita alla fine uscì dal bagno e rimase scioccata alla vista del corpo sfigurato della figlia. La madre della vittima, infatti, rimase paralizzata dal terrore tutta la notte senza riuscire ad avvisare qualcuno dell'omicidio e chiedere aiuto. La scena del crimine non venne scoperta fino al giorno dopo, quando Dario Braz e il figlio di nove anni, Alan, si recarono all'appartamento nel tentativo di trovare Berta. I carabinieri furono chiamati per interrogare Benita, la quale non fu in grado di fornire molti dettagli perché lo shock combinato alla sua malattia mentale glielo impedirono. Tuttavia, Zadnich fu rapidamente preso in considerazione come il principale sospettato e le autorità intrapresero una massiccia caccia all'uomo nel tentativo di catturarlo.
Zadnich si consegnò volontariamente alle autorità di Venezia il 4 aprile. Fu nuovamente dichiarato non imputabile e internato a vita in un ospedale psichiatrico giudiziario di Reggio Emilia. Da allora non venne più trovata alcuna fonte certa riguardo al suo stato di salute, così come non è noto se sia ancora vivo o meno.

## Causa legale
Nel 1988, Franco Bruno, l'avvocato di Alan Braz, intentò una causa contro i servizi sanitari italiani, chiedendo che al suo cliente venissero ceduti 200 milioni di lire come risarcimento per la mancata esecuzione da parte dello Stato di adeguate procedure di esame su Zadnich, responsabile dell'uccisione di Berta Braz. Dopo un processo durato circa un anno, la Corte Suprema di Cassazione non si pronunciò a favore dell'attore. L'importo dovuto non venne mai assegnato.